# Contarinia hypochoeridis
Contarinia hypochoeridis är en tvåvingeart som först beskrevs av Rubsaamen 1891.  Contarinia hypochoeridis ingår i släktet Contarinia och familjen gallmyggor. Inga underarter finns listade i Catalogue of Life.